# Setostylus
Setostylus är ett släkte av tvåvingar. Setostylus ingår i familjen platthornsmyggor.
Kladogram enligt Catalogue of Life: